# Coppa della Federazione calcistica dell'Asia meridionale 2018
La Coppa della Federazione calcistica dell'Asia meridionale 2018 (in inglese 2018 SAFF Championship), nota anche come 2018 SAFF Suzuki Cup per motivi di sponsorizzazione, è stata la 12ª edizione della Coppa della Federazione calcistica dell'Asia meridionale organizzata dalla SAFF e la cui fase finale si è svolta in Bangladesh. È iniziata venerdì 7 e si è conclusa sabato 15 settembre 2018.

## Squadre partecipanti
Al torneo hanno partecipato sette nazionali, così classificate nel ranking FIFA il 16 agosto 2018:
- India (96º)
- Maldive (150°)
- Nepal (161°)
- Bhutan (183°)
- Bangladesh (194°)
- Sri Lanka (200°)
- Pakistan (201°)

## Fase a gironi

### Gruppo A
| Pos. | Squadra    | Pt | G | V | N | P | GF | GS | DR |
| ---- | ---------- | -- | - | - | - | - | -- | -- | -- |
| 1.   | Nepal      | 6  | 3 | 2 | 0 | 1 | 7  | 2  | +5 |
| 2.   | Pakistan   | 6  | 3 | 2 | 0 | 1 | 5  | 2  | +3 |
| 3.   | Bangladesh | 6  | 3 | 2 | 0 | 1 | 3  | 2  | +1 |
| 4.   | Bhutan     | 0  | 3 | 0 | 0 | 3 | 0  | 9  | -9 |

### Gruppo B
| Pos. | Squadra   | Pt | G | V | N | P | GF | GS | DR |
| ---- | --------- | -- | - | - | - | - | -- | -- | -- |
| 1.   | India     | 6  | 2 | 2 | 0 | 0 | 4  | 0  | +4 |
| 2.   | Maldive   | 1  | 2 | 0 | 1 | 1 | 0  | 2  | -2 |
| 3.   | Sri Lanka | 1  | 2 | 0 | 1 | 1 | 0  | 2  | -2 |

## Fase a eliminazione diretta

### Tabellone
|  | Semifinali | Semifinali | Semifinali |       |         | Finale  | Finale | Finale |  |
|  |            |            |            |       |         |         |        |        |  |
|  | Nepal      | Nepal      | 0          |       |         |         |        |        |  |
|  | Nepal      | Nepal      | 0          |       |         |         |        |        |  |
|  | Maldive    | Maldive    | 3          |       |         |         |        |        |  |
|  | Maldive    | Maldive    | 3          |       | Maldive | Maldive | 2      |        |  |
|  |            |            |            |       | Maldive | Maldive | 2      |        |  |
|  |            |            | India      | India | 1       |         |        |        |  |
|  | India      | India      | India      | India | 1       | 3       |        |        |  |
|  | India      | India      |            |       |         |         |        |        |  |
|  | Pakistan   | Pakistan   | 1          |       |         |         |        |        |  |

## Statistiche

### Classifica marcatori
3 reti
- Manvir Singh

2 reti
- Topu Barman
- Sumeet Passi

- Ibrahim Waheed Hassan
- Bimal Gharti Magar

- Muhammad Ali
- Hassan Bashir

1 rete
- Mahbubur Rahman
- Lallianzuala Chhangte
- Ashique Kuruniyan
- Nikhil Poojari
- Ali Fasir

- Akram Abdul Ghanee
- Ibrahim Mahudhee
- Sunil Bal
- Nirajan Khadka
- Bharat Khawas

- Nawayug Shrestha
- Ananta Tamang
- Ahmed Faheem
- Muhammad Riaz